# 신은호
신은호(申銀浩, 1954년 9월 25일 ~ )은 대한민국 인천광역시의회 의원이다.

## 학력
- 인천대학교 정책대학원 의회정치안보정책학 석사과정 수료
- 서울디지털대학교 사회복지학과 학사
- 한국방송통신대학교 행정학과
- 고등학교 과정 검정고시

## 경력
- 1999.04 ~ 2002.06 : 제3대 인천광역시 부평구의회 의원
- 2006.07 ~ 2010.06 : 제5대 인천광역시 부평구의회 의원
  - 2008.07 ~ 2010.06 : 제5대 인천광역시 부평구의회 후반기 운영위원회 위원장
- 2010.07 ~ 2014.03 : 제6대 인천광역시 부평구의회 의원
  - 2010.07 ~ 2012.07 : 제6대 인천광역시 부평구의회 전반기 의장
- 2014년 7월 1일 ~ 2018년 6월 30일 : 제7대 인천광역시의회 의원
  - 2014.07 ~ 2016.06 : 제7대 인천광역시의회 전반기 건설교통위원회 부위원장
  - 2016.07 ~ 2018.06 : 제7대 인천광역시의회 후반기 교육위원회 위원장
- 2018년 7월 1일 ~ 2022년 6월 30일 : 제8대 인천광역시의회 의원
  - 2018.07 ~ 2020.06 : 제8대 인천광역시의회 전반기 더불어민주당 원내대표
  - 2020.07 ~ 2022.06 : 제8대 인천광역시의회 후반기 의장
- 2020.09 ~ 2022.06 : 제17대 전국시도의회의장협의회 전반기 부회장

## 역대 선거 결과
|  | 24.8% |

|  | 38.85% |

|  | 17.98% |

|  | 20.58% |

|  | 52.05% |

|  | 72.54% |